# Justin Laurence
Pour les articles homonymes, voir Laurence.
Justin Laurence est un homme politique français né le 28 août 1794 à Mont-de-Marsan (Landes) et décédé le 20 juillet 1863 à Villeneuve-de-Marsan (Landes).

## Présentation
Avocat à Mont-de-Marsan en 1816, militant du parti libéral, il devient conseiller de préfecture en octobre 1830, puis avocat général à la cour d'appel de Pau. Il est conseiller général des Landes et député des Landes de 1831 à 1848. Il devient procureur général pour l'Algérie en 1835, puis directeur des affaires d'Afrique de 1837 à 1842 et directeur général des contributions directes de 1844 à 1848.

### Sources
- « Justin Laurence », dans Adolphe Robert et Gaston Cougny, Dictionnaire des parlementaires français, Edgar Bourloton, 1889-1891 [détail de l’édition]